# 海にしずんだ伝説
『海にしずんだ伝説』（うみにしずんだでんせつ）は、曽祢まさこによる日本の漫画作品。『なかよし』（講談社）7月増刊号（1976年刊）に掲載された。

## あらすじ
翌日、幼馴染のアビィと村の教会で結婚式を挙げる20歳の女性ジョアンナは10年前の幼いころを回想する。
王子リオネスが悪心を抱いて「海の神レーア」の分身である堤を守る水門の「黄金の鍵」を盗んでレーアの逆鱗に触れ、一夜にして「海の都イサ」は水没して滅んだという伝説が残るブルターニュ地方、コルヌアイユ半島の小さな港の村ドアルヌネ。
病弱な弟シモンを刺激するからと母親に騙されて田舎の漁村に追いやられ、週末の来訪の約束も踏み躙られた10歳の少女ジョアンナは孤独と傷心に苛まれていた。黒髪の少年アビィに追われて崖から海に落ちたはずだったが、ジョアンナはイサの都にいた。伝説の真相は、イサの都を沈めたと伝えられるリオネスの義母、邪心を抱く後妻の王妃アエスがレーアの言い伝えを軽んじ、グラロン王という夫がいながらリオネスの従兄弟アルバレオと不義密通をしでかし、王国乗っ取りを企んで鍵を盗んだため、都は滅んだのだった。
邪心を持つ者が鍵に触れただけでもレーアは都を滅ぼすと伝えられており、賢者カドロスがレーアに今一度の機会をと懇願するも血を好む「死の神エシス」の接近を意味する黒雲が迫る。アエスに唆されて王位を手にしようとリオネス暗殺を企んだアルバレオが返り討ちに遭い、その一方で、盗まれて何も無い場所とされる王の寝室にこそ盗まれた筈の鍵が隠されていることに気づいたジョアンナが鍵を見つける。そのころ、リオネスは毒殺された父王の仇討ちと都を滅亡に追いやる元凶を取り除くために王妃アエスを討ったが、ギリシャ神話の星乙女「アストライアー」の如く都と人々を見捨てた海の神レーアは人々の元から去り、ジョアンナを守ろうと愛馬を失踪させるリオネスは、ジョアンナはイサの民ではないので助かるだろうと自身は馬から飛び降り、レーアの怒りの波にリオネスを呑み込むとその神の怒りの波は引いていった。
意識を失ったジョアンナは落ちた崖から少し離れた浜辺で発見され、意識が戻った彼女は崖から落ちて10日間が過ぎていたことを知る。クラゲや爬虫類は女の子は総じて嫌っていると気づかず、自分自身では「とっておきの贈り物」をプレゼントしたつもりで嫌がらせをするいじめっ子と嫌われていたアビィは実はジョアンナに好意を寄せており、崖は雨の降った後は滑るから危ないと教えようと追いかけたとアビィは打ち明けた。お詫びとお見舞いに浜辺で拾った首飾りを渡され、それはリオネスが身に着けていたものだと気づいてジョアンナは涙するのだった。
両親と和解し、友人になったアビィとの間に恋心が芽生えて結婚することになったジョアンナは誰が信じずともイサの最後の王子リオネスは竪琴を奏で、傷ついた鳥や獣を引き取って世話をし、争いや血を流すことを嫌い、父と民と平和を愛する心優しい人だったことを語り伝えるのだった。

## 書誌情報
曽祢まさこ 『海にしずんだ伝説』 講談社〈KCなかよし〉 全1巻
1976年9月5日発売 ISBN 4-06-108250-7
- 海にしずんだ伝説◆なかよし 1976年（昭和51年）7月増刊号
- 赤いわな◆別冊なかよし 1976年（昭和51年）第4号
- 12月のエルメイン◆なかよし 1975年（昭和50年）12月号
- 死霊教室◆なかよし 1976年（昭和51年）2月号